# 于生
于生（？—1970年12月12日），本名姜希节，山东蓬莱人，中國新聞工作者、教育家。

## 生平
于生原名姜希节，毕业于天津市南开中学。在校学习时，曾为学校文学会会员。1926年，姜希节与曹禺、王树勋等人建立社团“玄背社”。。1938年，他参与中国内战。在河南村战斗中，姜希节被敌人俘虏。然不久之后他就设法逃回。他认为自己能够顺利逃回纯属侥幸，因而更名为“于生”，有劫后余生之意。此后于生不再参与战斗，而参与新闻工作。1939年起，任山东胶东《大众报》社编辑。1943年，于生正式加入中国共产党。1944年起调任新华社工作，担任胶东分社编辑部部长、青岛分社社长。中华人民共和国建国后，于生被调往新华社总社，担任编辑。尔后出任新华社江苏分社副社长。1956年，于生又被调回总社，任《新闻业务》主编。
中华人民共和国建国后，江西省的新闻教育几乎陷入停滞。为改善这一状况，1959年，于生被派往江西大学任新闻系主任，兼任副校长和党委书记。于生主讲《新闻学概论》和《毛泽东选集学习》等课程，并参与其他新闻课程的备课工作。1960年，于生主持编写《马克思列宁主义新闻学原理》一书。1970年12月12日，于生病逝。